# Komodo IDE

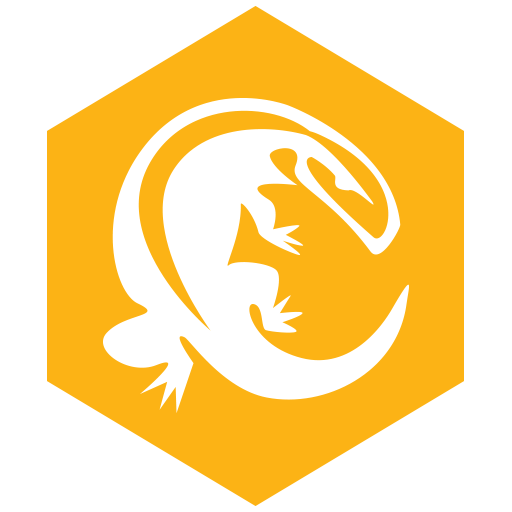
Logo von Komodo IDE

Komodo IDE ist eine Integrierte Entwicklungsumgebung (IDE) für dynamische Programmiersprachen. Sie wurde im Mai 2000 von ActiveState vorgestellt.
Komodo IDE verwendet Mozilla und Scintilla Codebasis und unterstützt viele der gleichen Funktionen, Sprachen und Plattformen, einschließlich der Sprachen Python, Perl, PHP, Ruby, Tcl, SQL, Smarty, CSS, HTML und XML und die Betriebssysteme Linux, OS X und Windows. Die Editor-Komponente wird unter Verwendung der Netscape Plugin Application Programming Interface (NPAPI) implementiert, wobei die Scintilla-Ansicht in die XML User Interface Language (XUL)-Schnittstelle auf dieselbe Weise wie ein Web-Browser-Plugin eingebettet ist.
Komodo IDE hat ein Open-Source-Gegenstück namens Komodo Edit. Ein Großteil der Codebasis wird geteilt, wobei fortgeschrittenere Funktionen, wie Debugging oder Unit-Tests der Komodo IDE vorbehalten sind.
Sowohl Komodo Edit als auch Komodo IDE unterstützen die Benutzeranpassung über Plug-Ins und Makros. Komodo-Plug-ins basieren auf Mozilla Add-ons und Erweiterungen können in der Anwendung gesucht, heruntergeladen, konfiguriert, installiert und aktualisiert werden. Zu den verfügbaren Erweiterungen gehören ein Document Object Model (DOM)-Inspektor, Pipe-Funktionen, zusätzliche Sprachunterstützung und Verbesserungen der Benutzeroberfläche.
Komodo IDE bietet Funktionen wie integrierte Debugger-Unterstützung, DOM-Viewer, interaktive Shells, Quellcode-Steuerungsintegration und die Möglichkeit, die zum Ausführen von regulären Ausdrücken, um die Kompatibilität mit dem endgültigen Bereitstellungsziel sicherzustellen. Die kommerzielle Version bietet außerdem Code-Browsing, einen Datenbank-Explorer, Zusammenarbeit, Unterstützung für viele gängige Quellcode-Kontrollsysteme und mehr. Unabhängige Implementierungen einiger dieser Funktionen, wie des Datenbankeditors, der Git-Unterstützung und des Remote-FTP-Dateizugriffs, sind in der kostenlosen Version über das Plugin-System von Komodo Edit verfügbar.
Laut ActiveState wird die Software von Firmen wie Cisco, der NASA oder VMware genutzt. Die Software war Finalist des Dr. Dobbs Jolt Awards und erhielt den Technology of the Year Award der Firma InfoWorld für die beste Python IDE.

## Geschichte
- 5.0: Am 3. November 2008 präsentiert ActiveState die Version 5.0, welche mit Mozilla 1.9 und Python 2.6 erstellt wurde.[7]
- Mit der Erstellung der Abo-basierten ActiveState Plattform 2018,[8] war Komodo IDE nun nur noch als Teil dieser erhältlich.[9][10] Aktuell kann man Komodo IDE auch kostenlos herunterladen.[11]
- Im Dezember 2022 gab ActiveState die Einstellung der Weiterentwicklung von Komodo IDE und der Freigabe des Quellcodes unter der Mozilla Public License bekannt.[12]